# Isenburgové

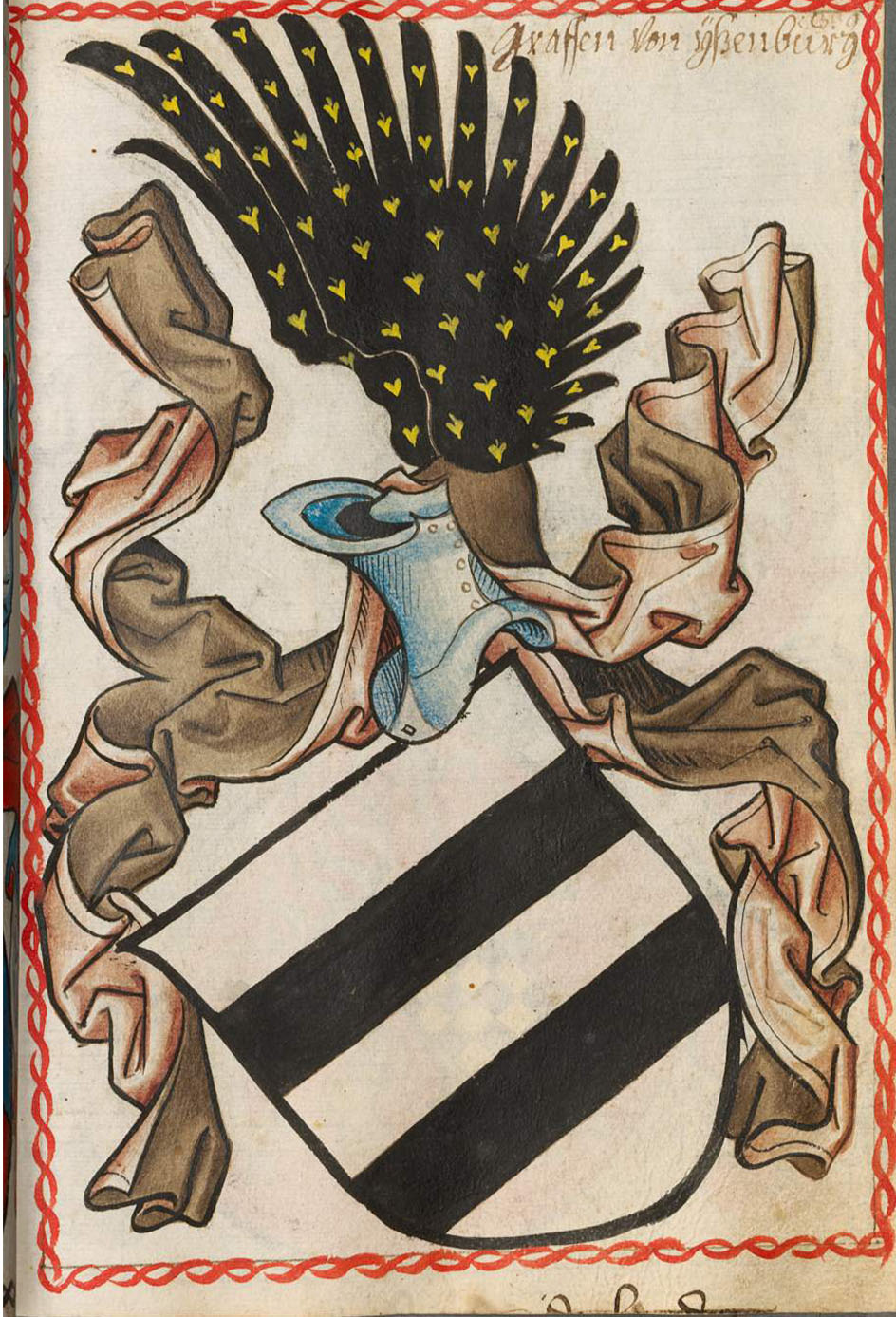
Původní erb Isenburgů

Isenburgové, psáni též Ysenburgové, jsou německý rod vysoké šlechty. Založili ho bratři Reinbold (nebo Rembold) a Gerlach, kteří kolem roku 1100 ve Westerwaldu postavili hrad Isenburg, dnes již zříceninu, a přijali jeho jméno. Rod se brzy začal větvit a kolem roku 1210 existovaly již nejméně čtyři rodové linie. Hrabě Wolfgang Ernst I. zu Isenburg und Büdingen (z linie Birsteiner) byl roku 1744 císařem Karlem VII. povýšen na knížete. Roku 1806 bylo Knížectví Isenburg nuceno vstoupit do Rýnského spolku, sjednotilo pod sebou državy všech Isenburgů a porážce Napoleona bylo mediatizováno. Dnes existují dvě knížecí linie rodu, katolická Isenburg (-Birstein) a reformovaná Ysenburg und Büdingen, a dále hraběcí linie Ysenburg-Philippseich.